# 大多博什
大多博什，是匈牙利索博尔奇-索特马尔-贝拉格州所辖的一个村。总面积26.93平方公里，总人口2168，人口密度80.5人/平方公里（2011年1月1日）。